# Lennart Käll
Karl Lennart Devette Käll, född 19 november 1958, är en svensk företagsledare och bl.a. styrelseordförande i Oxlantic och ledamot i Playmaker AI, Färjestads BK och Svenska Skidförbundet. 

## Biografi
Lennart Käll har studerat vid Karlstads universitet och blev 2019 utsedd till Årets alumn vid detta lärosäte.
Käll har haft befattningar och VD-poster inom bland annat Trygg-Hansa, SEB-koncernen (Trygg-Finans), Ica Banken, Ticket Travel Group, Wasa Kredit och Svenska Spel. Han har dessutom tidigare haft styrelseuppdrag för Sveriges Radio, Länsförsäkringar Stockholm, SJ, Grant Thornton, UC, Möller Bilfinans (Norge) och Unibanka (Lettland).
2002 blev han utsedd till "Årets bankchef" av Veckans Affärer; vid tillfället var han VD för ICA Banken.
I augusti 2017 kom han ut med boken Bakbunden, som handlar om överfallet och kidnappningsförsöket han utsattes för våren 2016. Boken handlar också om spelberoende, matchfixning, den nya kriminaliteten och en del ledarskapstips han skulle gett sig själv om han var ung ny chef idag. I juli 2017 var han också sommarpratare i radions P1. Han berättade där sin historia, om överfallet och kidnappningen 2016 och han gav flera exempel på att lagstiftningen, gällande brottsoffer, inte hänger med i samhällsutvecklingen.
Förutom en rad styrelseuppdrag (se nedan) sysslar Käll med föredrag och rådgivning inom bl.a. ledarskapsfrågor, säkerhets- och brottsofferfrågor, coaching eller om förberedelser inför ”andra halvlek” d.v.s. transformering från en karriär till en annan. 

## Aktuella styrelseuppdrag
2024 - Ledamot PlaymakerAI
2023 - Ordförande Oxlantic Medical AB (Andningsövervakning).
2023 - Ledamot Färjestads BK
2018 - Ledamot Svenska skidförbundet

## Tidigare uppdrag
2021- 2024: Ledamot i Länsförsäkringar AB (Bank, Liv, Sak, Agria)
2019 - 2024 Ordförande Länsförsäkringar Stockholm (vice ordf. 2008-2009, 2013-2019).
2018 - 2024: Ordförande Sveriges Radio AB.
2018 - 2023: Adjungerad ledamot Grant Thornton Sverige (Revision, Ek service, Advisory, Skatt).
2018 - 2021: Vice ordförande Grönklittsgruppen AB (inhemsk turism, skidor, camping)
2018 - 2022: Ledamot SJ AB
2013 - 2018: Ordförande SPER (Spelmarknadens branschförening).
2006 - 2008: Ledamot Insplanet AB
2005 - 2007: Ledamot EuroMaint AB.
1998 - 2001: Ordförande Möller Bilfinans AS, Norge
1999 - 2001: Ledamot, Unibanka, Lettland

## Avtryck / Legacy
- Medgrundare, och startat, Karlekon 1978 (Ekonomer Karlstad Universitet)
- Medgrundare och startat ROCKEN 1988 (medlemsklubb Nattklubb Karlstad)
- Medgrundare och startat Cleanfashion AB 1985 (ta bort pennan, fläckborttagning)
- Startat, första VD, ICA Banken 2002
- Svenska spel: Introducerat Gräsroten 2012, EuroJackpot 2013, Vikinglotto 2013, digital spelapp Tur & sport online (alla spel) + spelkoll 2014 samt initierat första spelprofessuren i Lund, Anders Håkansson 2016.
- Medgrundare Wisory 2021 (digital ledarskapsrådgivning 121)
- Startup Oxlantic AB 2023 (medical tech- andningsövervakning)